# Eugen W. Schade
Eugen Wilhelm Schade (* 21. Januar 1908 in Mülheim an der Ruhr; † 5. Dezember 1981 in Bremen) war ein deutscher Verlagskaufmann und Politiker. Er war Mitglied der Bremischen Bürgerschaft (FDP).

## Biografie
Nach Schulbesuch und Ausbildung war Schade von 1933 bis 1939 als Verlagskaufmann berufstätig.
Von Januar bis August 1931 war er Mitglied der Nationalsozialistischen Deutsche Arbeiterpartei (NSDAP).
Von August 1939 bis Juni 1948 war er Soldat und in Kriegsgefangenschaft; nach der Entlassung aus der Gefangenschaft arbeitete er zunächst als Bauarbeiter.
Für die FDP war Schade von Januar 1966 bis 1967 und von 1970 bis Juni 1971 in der 6. und 7. Wahlperiode Mitglied der Bremischen Bürgerschaft und dort in verschiedenen Deputationen tätig. Er schied aus der Bürgerschaft aus, als Ulrich Graf als Senator im Juni 1971 zurücktrat.